# Live & Unplugged at Cirkus 2007
Live & Unplugged at Cirkus 2007 är en live-DVD av Jill Johnson, släppt 2007. Den spelades in vid en konsert på Cirkus i Stockholm den 6 mars 2007, för att marknadsföra albumet "The Woman I've Become" från 2006.

## Låtlista
1. When Love Doesn't Love You - 4.26
2. Till the Cowboys Come Home - 2.34
3. Roots & Wings - 3.25
4. You Can't Love Me to Much - 3.29
5. Nathalie - 3.28
6. Baby Don't Go - 4.15
7. Something I Can't Do - 3.23
8. Dolly Medley - 2.48
9. A Woman Knows - 2.48
10. Same Everything - 3.10
11. Ringing Bells - 2.44
12. Love Ain't Nothing - 3.55
13. You're No Good - 2.04
14. Mama He's Crazy - 2.54
15. Have Mercy - 2.23
16. Papa Come Quick - 2.39
17. Blessed are the Broken Heartred - 3.37
18. I'm Sorry + Autro - 3.02
19. I Can't Ger Enough of You - 3.26
20. Kärleken är - 3.20
21. The Woman I've Become - 2.59

## Bonusspår
1. It's too Late - 3.14
2. Yo're Still Here - 3.10
3. Intervju - 15.42